# Paulusiella fossulatipennis
Paulusiella fossulatipennis là một loài bọ cánh cứng trong họ Cebrionidae. Loài này được Mandl miêu tả khoa học năm 1974.